# Max Simeoni
Max Simeoni (Lozzi, Còrsega, 28 d'agost de 1929 - Bastia, 9 setembre de 2023) fou un metge i polític nacionalista cors, germà d'Edmond Simeoni. Establit a Bastia, va fundar amb el seu germà el 1964 el Comité d'Etudes pour la Défense et Intérêts de la Corse (CEDIC), influït per Robèrt Lafont, on reclamen la descentralització administrativa de l'Estat francès. El 1966 CEDIC es va unir a altres grups per a fundar el Front Regionalista Cors (FRC), però el 1967 l'abandonà per a fundar l'Acció Regionalista Corsa (ARC), que reclama més gestió de recursos.
Després dels fets d'Aleria de 1975, pels que fou empresonat el seu germà, el 1977 transformà l'ARC en Unió del Poble Cors (UPC), que el 1979 proposà un referèndum per l'autodeterminació de Còrsega. Tot i això, acceptaren el procés autonomista i el 8 d'agost de 1982 fou escollit membre de l'Assemblea de Còrsega. El 1988 va promoure la unitat dels diferents partits nacionalistes dins la coalició Unità Naziunalista, i el 1989 fou elegit diputat del Parlament Europeu dins la llista dels Verds (Verts-Europe des peuples - Per un avvene corsu - Avenir corse), liderada per Antoine Waechter, que es va integrar en el Grup Arc de Sant Martí del Parlament Europeu fins al 1994. Posteriorment, a les eleccions presidencials franceses de 1995 fracassà en el seu intent de ser un dels candidats.
Morí el 9 de setembre de 2023, als 94 anys.